# Maurizio Sarri
Maurizio Sarri (* 10. ledna 1959 Neapol) je italský fotbalový trenér. V létě 2021 usedl na trenérskou lavičku Lazia. Po domácí porážce s Udinese na funkci 12. března 2024 rezignoval.
Do roku 2003 vedl většinou kluby z nižších lig. Až v roce 2014 vedl první zápasy v Serii A. S Juventusem získal titul (2019/20) a s Chelsea slavil vítězství v Evropské lize (2018/19).

## Trenérská kariéra

### Před velkokluby
Od roku 2012 do roku 2015 vedl italský celek Empoli. V ročníku 2013/14 dovedl Empoli na příčky zajišťující postup do Serie A. V premiérové sezóně mezi elitními týmy dovedl Empoli k 15. místu a zachránil tak tým v první lize. Během svého působení v Empoli obvykle preferoval rozestavení 4-3-1-2, tedy se třemi středopolaři.

### Neapol

#### 2015/16
Do rodné Neapole se vrátil jako trenér v červnu 2015, místo převzal po Rafaelu Benítezovi.
Sezóna 2015/16 byla teprve jeho druhou v roli prvoligového trenéra.
Střed pole vyztužil příchodem Brazilce Allana z Udinese,
dalšími posilami se stali Elseid Hysaj a gólman Pepe Reina. Z předchozího působiště si Sarri přivedl středopolaře Valdifioriho, naopak středopolaři Gargano s Inlerem klub opustili.
Neapol se neobjevila v Lize mistrů, nýbrž „pouze“ v Evropské lize. Ve skupině Neapol vyhrála všech šest utkání hlavní díky ofenzivní trojici Callejón, Higuaín, Mertens.
V šestnáctifinále Neapol nestačila na španělský Villarreal. V italské nejvyšší soutěži sice Neapol nepředskočila Juventus, ale díky druhé příčce si zajistila Ligu mistrů pro další rok.

#### 2016/17
V letním přestupovém období odešel za rekordní částku produktivní útočník Gonzalo Higuaín. Jeho náhradou se měl stát polský útočník Arkadiusz Milik za částku 35 milionů €.
Byl to opět Juventus kdo opanoval italskou ligu. Na konci třetí Neapol na turínského rivala v konečné tabulce ztrácela deset bodů a pouhý bod na AS Řím. Cesta Ligou mistrů skončila v osmifinále, kde Neapol podlehla Realu Madrid dvakrát 1:3.

#### 2017/18
Ligová sezóna začala pro Neapol svižně, když po 12 zápasech měl na kontě rovnou 10 vítězství.
Na tom měla podíl rovněž Sarriho volba změnit pozici Driese Mertense z křídla na více hrotového útočníka.

### Chelsea
Londýnská Chelsea představila 59letého Sarriho jako svého nového kouče 14. července 2018, a to den poté, co vyhodila Antonia Conteho. Sarri podepsal kontrakt na tři roky.
Prvním zápasem v jeho novém angažmá se stalo klání s Manchesterem City kouče Pepa Guardioly v rámci Community Shield, které Chelsea prohrála 0:2.
Mužstvo posílil – přes zájem Manchesteru City – italský záložník Jorginho, na kterého Sarri spoléhal už v Neapoli.
Úvodní utkání Premier League Sarri zvládl, neboť Chelsea zvítězila 3:0 na hřišti Huddersfieldu.
Sarri se zapsal do dějin Premier League, když jako první trenér dokázal neprohrát během svých prvních 12 ligových zápasech.
První porážku zaznamenal až na konci listopadu s Tottenhamem 1:3.

### Juventus
Premiérová ligová sezóna v Juventusu dopadla úspěšně, turínský klub si zajistil ve 36. kole devátý titul v řadě po výhře 2:0 nad Sampdorií Janov.
Ve věku 61 let a šesti měsíců se stal nejstarším trenérem, který kdy italskou ligovou soutěž vyhrál. Tím překonal Nilse Liedholma, který vybojoval titul s AS Řím v roce 1983. Na rozdíl od Sarriho ale Liedholm italskou ligu vyhrál už i předtím.Dne 8.8.2020 byl po neúspěších v Lize mistrů propuštěn.

### Lazio
Dne 9. června 2021, po roce odpočinku, byl oznámen jako nový trenér Lazia. V lize skončili na 5. místě a v EL vypadli s Portem ve v předkole play-off. Ve druhé sezoně si díky 2. místu zajistil účinkování v LM 2023/04 a evropských pohárech došeli do osmifinále, když vypadli s Alkmaarem.

## Trenérská statistika
| Sezóna           | Klub             | Liga             | Liga   | Liga  | Liga   | Liga   | Liga                       | Ligové poháry | Ligové poháry | Ligové poháry | Ligové poháry | Ligové poháry | Ligové poháry | Kontinentální poháry | Kontinentální poháry | Kontinentální poháry | Kontinentální poháry | Kontinentální poháry | Kontinentální poháry | Celkem | Celkem | Celkem | Celkem |
| Sezóna           | Klub             | Soutěž           | Zápasy | Výhry | Remízy | Prohry | Umístění                   | Soutěž        | Zápasy        | Výhry         | Remízy        | Prohry        | Úspěch        | Soutěž               | Zápasy               | Výhry                | Remízy               | Prohry               | Úspěch               | Zápasy | Výhry  | Remízy | Prohry |
| ---------------- | ---------------- | ---------------- | ------ | ----- | ------ | ------ | -------------------------- | ------------- | ------------- | ------------- | ------------- | ------------- | ------------- | -------------------- | -------------------- | -------------------- | -------------------- | -------------------- | -------------------- | ------ | ------ | ------ | ------ |
| 1993/94          | Cavriglia        | Prom. Toskánska  | 30     | 12    | 9      | 9      | 4. místo                   | -             | 0             | 0             | 0             | 0             | -             | -                    | 0                    | 0                    | 0                    | 0                    | -                    | 30     | 12     | 9      | 9      |
| 1994/95          | Cavriglia        | Prom. Toskánska  | 30     | 12    | 13     | 5      | 2. místo (postup)          | -             | 0             | 0             | 0             | 0             | -             | -                    | 0                    | 0                    | 0                    | 0                    | -                    | 30     | 12     | 13     | 5      |
| 1995/96          | Cavriglia        | Ecc. Toskánska   | 18     | 3     | 5      | 10     | Propuštěn v led.           | -             | 0             | 0             | 0             | 0             | -             | -                    | 0                    | 0                    | 0                    | 0                    | -                    | 18     | 3      | 5      | 10     |
| 1996/97          | Antella          | Prom. Toskánska  | 30     | 18    | 8      | 4      | 2. místo (postup)          | -             | 0             | 0             | 0             | 0             | -             | -                    | 0                    | 0                    | 0                    | 0                    | -                    | 30     | 18     | 8      | 4      |
| 1997/98          | Antella          | Ecc. Toskánska   | 30     | 8     | 10     | 12     | 12. místo                  | -             | 0             | 0             | 0             | 0             | -             | -                    | 0                    | 0                    | 0                    | 0                    | -                    | 30     | 8      | 10     | 12     |
| 1998/99          | Valdema          | Ecc. Toskánska   | 17     | 5     | 6      | 6      | Propuštěn v led.           | -             | 0             | 0             | 0             | 0             | -             | -                    | 0                    | 0                    | 0                    | 0                    | -                    | 17     | 5      | 6      | 6      |
| 1999/00          | Tegoleto         | Ecc. Toskánska   | 26     | 8     | 9      | 9      | Nastoupil v září 11. místo | -             | 0             | 0             | 0             | 0             | -             | -                    | 0                    | 0                    | 0                    | 0                    | -                    | 26     | 8      | 9      | 9      |
| 2000/01          | Sansovino        | Ecc. Toskánska   | 30     | 18    | 4      | 8      | 1. místo (postup)          | -             | 0             | 0             | 0             | 0             | -             | -                    | 0                    | 0                    | 0                    | 0                    | -                    | 30     | 18     | 4      | 8      |
| 2001/02          | Sansovino        | Serie D          | 34     | 13    | 11     | 10     | 6. místo                   | -             | 0             | 0             | 0             | 0             | -             | -                    | 0                    | 0                    | 0                    | 0                    | -                    | 34     | 13     | 11     | 10     |
| 2002/03          | Sansovino        | Serie D          | 34+2   | 17+2  | 13     | 4      | 2. místo (postup)          | -             | 0             | 0             | 0             | 0             | -             | -                    | 0                    | 0                    | 0                    | 0                    | -                    | 36     | 19     | 13     | 4      |
| 2003/04          | Sangiovannese    | Serie C2         | 34+4   | 16+2  | 14+1   | 4+1    | 2. místo (postup)          | -             | 0             | 0             | 0             | 0             | -             | -                    | 0                    | 0                    | 0                    | 0                    | -                    | 38     | 18     | 15     | 5      |
| 2004/05          | Sangiovannese    | Serie C1         | 36     | 13    | 11     | 12     | 8. místo                   | -             | 0             | 0             | 0             | 0             | -             | -                    | 0                    | 0                    | 0                    | 0                    | -                    | 36     | 13     | 11     | 12     |
| 2005/06          | Pescara          | Serie B          | 42     | 14    | 12     | 16     | 11. místo                  | IP            | 1             | 0             | 0             | 1             | -             | -                    | 0                    | 0                    | 0                    | 0                    | -                    | 43     | 14     | 12     | 17     |
| 2006/07          | Arezzo           | Serie B          | 18     | 4     | 7      | 7      | Trenérem od říj. do bře.   | IP            | 4             | 2             | 1             | 1             | -             | -                    | 0                    | 0                    | 0                    | 0                    | -                    | 22     | 6      | 8      | 8      |
| 2007             | Avellino         | Serie B          | 0      | 0     | 0      | 0      | Trenérem od čev. do srp.   | -             | 1             | 0             | 0             | 1             | -             | -                    | 0                    | 0                    | 0                    | 0                    | -                    | 1      | 0      | 0      | 1      |
| 2007/08          | Verona           | Serie C1         | 6      | 0     | 1      | 5      | Trenérem od pro. do února  | -             | 0             | 0             | 0             | 0             | -             | -                    | 0                    | 0                    | 0                    | 0                    | -                    | 6      | 0      | 1      | 5      |
| 2008/09          | Perugia          | Lega Pro 1       | 18     | 5     | 8      | 5      | Trenérem od září do února  | -             | 0             | 0             | 0             | 0             | -             | -                    | 0                    | 0                    | 0                    | 0                    | -                    | 18     | 5      | 8      | 5      |
| 2010             | Grosseto         | Serie B          | 11     | 2     | 7      | 2      | Nastoupil v bře. 7. místo  | -             | 0             | 0             | 0             | 0             | -             | -                    | 0                    | 0                    | 0                    | 0                    | -                    | 11     | 2      | 7      | 2      |
| 2010/11          | Alessandria      | Lega Pro 1       | 34+2   | 15+0  | 12+1   | 7+1    | 18. místo (sestup)         | IP            | 2             | 1             | 0             | 1             | -             | -                    | 0                    | 0                    | 0                    | 0                    | -                    | 39     | 16     | 13     | 10     |
| 2011             | Sorrento         | Lega Pro 1       | 16     | 7     | 6      | 3      | Odvolán pro.               | IP            | 2             | 1             | 0             | 1             | -             | -                    | 0                    | 0                    | 0                    | 0                    | -                    | 18     | 8      | 6      | 4      |
| 2012/13          | Empoli           | Serie B          | 42+4   | 20+1  | 13+2   | 9+1    | 4. místo                   | IP            | 1             | 0             | 0             | 1             | -             | -                    | 0                    | 0                    | 0                    | 0                    | -                    | 47     | 21     | 15     | 11     |
| 2013/14          | Empoli           | Serie B          | 42     | 20    | 12     | 10     | 2. místo (postup)          | IP            | 2             | 1             | 0             | 1             | -             | -                    | 0                    | 0                    | 0                    | 0                    | -                    | 44     | 21     | 12     | 11     |
| 2014/15          | Empoli           | Serie A          | 38     | 8     | 18     | 12     | 15. místo                  | IP            | 3             | 2             | 1             | 0             | -             | -                    | 0                    | 0                    | 0                    | 0                    | -                    | 41     | 10     | 19     | 12     |
| Celkem za Empoli | Celkem za Empoli | Celkem za Empoli | 122+4  | 48+1  | 43+2   | 31+1   | -                          | -             | 6             | 3             | 1             | 2             | -             | -                    | 0                    | 0                    | 0                    | 0                    | -                    | 132    | 52     | 46     | 34     |
| 2015/16          | Neapol           | Serie A          | 38     | 25    | 7      | 6      | Stříbrná medaile           | IP            | 2             | 1             | 0             | 1             | -             | EL                   | 8                    | 6                    | 1                    | 1                    | -                    | 48     | 32     | 8      | 8      |
| 2016/17          | Neapol           | Serie A          | 38     | 26    | 8      | 4      | Bronzová medaile           | IP            | 4             | 3             | 0             | 1             | Semifinále    | LM                   | 8                    | 3                    | 2                    | 3                    | -                    | 50     | 32     | 10     | 8      |
| 2017/18          | Neapol           | Serie A          | 38     | 28    | 7      | 3      | Stříbrná medaile           | IP            | 2             | 1             | 0             | 1             | -             | LM+EL                | 8+2                  | 4+1                  | 0+0                  | 4+1                  | -                    | 50     | 34     | 7      | 9      |
| Celkem za Neapol | Celkem za Neapol | Celkem za Neapol | 114    | 79    | 22     | 13     | -                          | -             | 8             | 5             | 0             | 3             | -             | -                    | 26                   | 14                   | 3                    | 9                    | -                    | 148    | 98     | 25     | 25     |
| 2018/19          | Chelsea          | Premier League   | 38     | 21    | 9      | 8      | Bronzová medaile           | AP+ALP+AS     | 3+6+1         | 2+4+0         | 0+1+0         | 1+1+1         | nic++         | EL                   | 15                   | 12                   | 3                    | 0                    |                      | 63     | 39     | 13     | 11     |
| 2019/20          | Juventus         | Serie A          | 38     | 26    | 5      | 7      |                            | IP+IS         | 5+1           | 2             | 3             | 0+1           | +             | LM                   | 8                    | 6                    | 1                    | 1                    | -                    | 52     | 34     | 9      | 9      |
| 2021/22          | Lazio            | Serie A          | 38     | 18    | 10     | 8      | 5. místo                   | IP            | 2             | 1             | 0             | 1             | -             | EL                   | 8                    | 2                    | 4                    | 2                    | -                    | 48     | 21     | 14     | 13     |
| 2022/23          | Lazio            | Serie A          | 38     | 22    | 8      | 8      | Stříbrná medaile           | IP            | 2             | 1             | 0             | 1             | -             | EL+EKL               | 6+4                  | 2+1                  | 2+1                  | 2+2                  | -                    | 50     | 26     | 11     | 13     |
| 2023/24          | Lazio            | Serie A          | 28     | 12    | 4      | 12     | Propuštěn v bře.           | IP+IS         | 2+1           | 2+0           | 0+0           | 0+1           | -             | LM                   | 8                    | 4                    | 1                    | 3                    | -                    | 39     | 18     | 5      | 16     |
| Celkem za Lazio  | Celkem za Lazio  | Celkem za Lazio  | 104    | 52    | 22     | 30     | -                          | -             | 7             | 4             | 0             | 3             | -             | -                    | 26                   | 9                    | 8                    | 9                    | -                    | 137    | 65     | 30     | 42     |
| Celkově          | Celkově          | Celkově          | 923    | 421   | 271    | 231    | -                          | -             | 84            | 42            | 18            | 24            | -             | -                    | 75                   | 41                   | 15                   | 19                   | -                    | 1082   | 505    | 303    | 274    |

## Trenérské úspěchy

### Národní
- vítěz italské ligy (1x)

Juventus: 2019/20

### Kontinentální
- vítěz Evropské lize UEFA (1x)

Chelsea: 2018/19

### Individuální
- 1× nejlepší trenér ligy (2015/16)
- 1× nejlepší italský trenér (2017)
- 1× Národní cena Enza Bearzota (2017)